# Eclissi solare del 25 ottobre 2041
L'eclissi solare del 25 ottobre 2041 è un evento astronomico che avrà luogo il suddetto giorno attorno alle ore 01:36 UTC.